# Hubert Giesen
Hubert Giesen (* 13. Januar 1898 in Kornelimünster; † 11. Februar 1980) war ein deutscher Pianist.

## Leben und Werk
Hubert Giesen stammte aus einer alten, seit dem 17. Jahrhundert in Kornelimünster ansässigen Familie. Er studierte Musik am Konservatorium in Köln und später an der Musikhochschule Stuttgart. Neben Fritz Busch waren seine Lehrer Lazzaro Uzielli in Köln sowie Max von Pauer und Joseph Haas in Stuttgart. (In seiner Autobiographie sind 113 Seiten zu Fritz und Adolf Busch im Stichwortregister.) 
Nachdem er sich Ende der 1920er als Begleiter des Geigers Adolf Busch bei Konzerten in Rom, Amsterdam, Berlin und New York seine Sporen verdient hatte, reiste er zwei Jahre lang mit Yehudi Menuhin quer durch Europa und Amerika. Hubert Giesen hat zahllose Konzerte der Geiger Fritz Kreisler und Erika Morini begleitet und war dann Partner von Leo Slezak, Julius Patzak, Sigrid Onégin, Erna Berger, Erna Sack und vielen anderen Solisten seiner Zeit. 1943 heiratete er die Opern- und Konzertsängerin Ellinor Junker-Giesen.
Als Ferdinand Leitner 1943 Kapellmeister des Theaters am Nollendorfplatz in Berlin wurde, kamen zwei seiner Sänger, Karl Schmitt-Walter und Walther Ludwig, zu Giesen nach Stuttgart, die er auf ihren Liederabenden begleitete. Sie setzten die Tradition des deutschen Liedgesangs fort und wurden dann abgelöst von der nächsten Generation Dietrich Fischer-Dieskau, Hermann Prey, Anneliese Rothenberger und Fritz Wunderlich. 
Nach 1945 spezialisierte er sich auf die Begleitung von Liederabenden, u. a. bei Ernst Haefliger, vor allem aber in der Zusammenarbeit mit dem Tenor Fritz Wunderlich. Giesen war nicht nur ein einfühlsamer Begleiter, sondern auch geistiger und künstlerischer Mentor von Wunderlich.
Von 1943 bis 1969 war Giesen Professor an der Musikhochschule Stuttgart. Zu seinen dortigen Schülern gehörten Werner Hollweg, Edgar Keenon, Gerolf Scheder und Thomas Pfeiffer.